# Гильдуин (архиепископ Милана)
Гильдуин (также Хильдуин и Ильдуин; лат. Hilduinus, фр. Hilduin, итал. Ilduino; умер 23 июля или 24 июля 936) — епископ Льежа (920—921), епископ Вероны (928—932) и архиепископ Милана (932—936).

## Биография
Гильдуин известен из «Анналов» Флодоарда, «Деяний лоббских аббатов» Фольквина, «Антаподосиса» Лиутпранда Кремонского, «Истории» Рихера Реймсского, а также других средневековых источников. Упоминается он и в двух современных ему посланиях.
Происхождение Гильдуина точно не установлено. Возможно, он родился в 890-х годах. Лиутпранд Кремонский утверждал, что Гильдуин был родственником Гуго Арльского.
Ещё юношей Гильдуин принял духовный сан и стал монахом-бенедиктинцем. При епископе Стефане он был клириком Льежской епархии, а после смерти 19 мая 920 года её главы при поддержке графа Гизельберта и короля Германии Генриха I Птицелова был «избран клиром и одобрен народом» епископом Льежа. Рукоположение Гильдуина провёл архиепископ Кёльна Герман I.
В то время территория Льежской епархии была частью Лотарингии, за которую борьбу вели правители Германии и Западно-Франкского королевства. Избрание Гильдуина епископом совпало с переменой политики значительной части лотарингской знати во главе с Гизельбертом, отказавшейся от союза с королём западных франков Карлом III Простоватым и начавшей сближение с германским королём Генрихом I Птицеловым. По свидетельству Флодоарда, не желая терять контроль над таким богатым владением, каким в то время была Льежская епархия, Карл Простоватый поддержал врагов Гильдуина, объявивших о нелигитимности избрания того епископом. Возглавляемые аббатом Прюмского монастыря Рихером, те обвинили Гильдуина в том, что его избрание было делом не духовенства, а светских властей. Они заявляли, что Гильдуин за назначение епископом обещал дать Гизельберту большую сумму денег, на которые тот мог бы организовать поход во владения Карла III Простоватого. Недоброжелатели Гильдуина утверждали, что не располагая такими личными средствами, епископ стал распродавать церковное имущество, включая и принадлежавшее Лоббскому монастырю, власть над которым тот также получил после смерти епископа Стефана. Сам же Карл Простоватый обвинил Гильдуина в государственной измене: якобы тот вступил в сговор с врагами своего сюзерена, каким по отношению к Лотарингскому герцогству считал себя правитель западных франков, и занял кафедру без получения королевского согласия. Врагам Гильдуина также удалось заручиться поддержкой и враждовавшего с Гуго Арльским короля Италии Беренгара I. По их просьбе итальянский монарх обратился за посредничеством к папе римскому Иоанну X. Тот в октябре 921 года вызвал Германа I, Гильдуина и Рихера в Рим. В письме к папе кёльнский архиепископ полностью признал свою вину, но отказался приехать из-за своей немощи. Гильдуин же и Рихер явились в Рим, где Иоанн X рассмотрел выдвинутые против епископа Льежа обвинения и признал их обоснованными. 4 ноября папа римский лично посвятил в сан нового главы Льежской епархии Рихера, а Гильдуина отлучил.
Лишённый сана Гильдуин в сопровождении монаха Прюмского монастыря Ратерия приехал к Гуго Арльскому. После смерти Беренгара I в 924 году тот стал единовластным правителем Италией, а Гильдуин — одним из его придворных. Известно об участии Гильдуина в состоявшейся в Павии в июле 926 года коронации Гуго.
Благодаря протекции итальянского монарха, Гильдуин в 928 году возглавил Веронскую епархию, ставшую вакантной после смерти Ноткерия. Когда же в июне 931 года умер архиепископ Милана Ламберт, Гильдуин при помощи короля Гуго получил его архиепархию, передав епископскую кафедру в Вероне своему соратнику Ратерию. Для лигитимизации своего избрания Гильдуин послал Ратерия в Рим, где тот добился согласия папы Иоанна XI. Тогда же Гильдуин получил от папы римского и паллий. Его интронизация в архиепископский сан состоялась в 932 году.
Будучи советником (лат. consiliarius) итальянских королей Гуго и Лотаря II, Гильдуин использовал близость к монархам на пользу Миланской архиепархии, которая при нём переживала период мира и процветания. Гильдуин упоминается среди «бургундцев», родственников и друзей Гуго, получивших от того высокие и доходные должности.
В первой половине 930-х годов в Италию вторгся с войском герцог Баварии Арнульф Злой. Среди итальянских духовных и светских персон, перешедших на его сторону, был и Ратерий. Однако германцы были разбиты, а их итальянские сторонники арестованы. Ратерий обратился к Гильдуину с просьбой ходатайствовать о нём перед Гуго Арльским. О том, вступился ли миланский архиепископ за изменника, имеются различные мнения. Не вызывает сомнение только то, что Ратерий избежал казни и был только лишён епископского сана и отправлен в ссылку сначала в Павию, а затем в Комо.
О других деяниях Гильдуина известно не много. В том числе, он в 936 году был вынужден сделать архидиаконом малолетнего Теобальда, незаконнорождённого сына короля Гуго и Стефании, которому отец намеревался передать Миланскую архиепархию после смерти Гильдуина. Однако архиепископ умер 23 или 24 июля того же года и был похоронен в церкви Санта-Мария-Маджоре. В «Деяниях архиепископов миланских» Арнульфа сообщается, что так как Теобальд был ещё очень юн, новым главой архиепархии с согласия короля был избран уже престарелый Ардерик Котта.
По свидетельству Рихера Реймсского, Гильдуин был «муж достойный и решительный, но склонный к интригам».
Гильдуину приписывается авторство трёх трудов: «Деяний апостолов», «Житий аббатов Лобба до нынешних времён» и сборника проповедей.

## Комментарии
1. ↑  По разным данным, архиепископ Ламберт Миланский умер 10[3], 19 или 20 июня[12][13] 931 года.
2. ↑  Вторжение баварских войск в Италию датируется или зимой 933 и 934 годов[11] или зимой 934 и 935 годов[2][20].